# Atletismo nos Jogos Pan-Americanos de 2003 - Decatlo masculino
A prova do decatlo masculino nos Jogos Pan-Americanos de 2003 foi realizada em 5 e 6 de agosto de 2003. 

## Calendário
| Data            | Fase  |
| --------------- | ----- |
| 5 e 6 de agosto | Final |

## Medalhistas
| Ouro   | USA Stephen Moore   |
| Prata  | PUR Luiggy Llanos   |
| Bronze | CUB Yonelvis Águila |

## Recordes
Recordes mundial e pan-americano antes da disputa dos Jogos Pan-Americanos de 2003.
| Tipo                             | Atleta        | Tempo | Local    | Data                |
| -------------------------------- | ------------- | ----- | -------- | ------------------- |
|                                  | Roman Šebrle  | 9026  | Götzis   | 27 de maio de 2001  |
| Recorde dos Jogos Pan-Americanos | Chris Huffins | 8170  | Winnipeg | 25 de julho de 1999 |

## Resultados
| Posição | Atleta                 | Decatlo | Decatlo | Decatlo | Decatlo | Decatlo | Decatlo | Decatlo | Decatlo | Decatlo | Decatlo | Pontos |
| Posição | Atleta                 | 1       | 2       | 3       | 4       | 5       | 6       | 7       | 8       | 9       | 10      | Pontos |
| ------- | ---------------------- | ------- | ------- | ------- | ------- | ------- | ------- | ------- | ------- | ------- | ------- | ------ |
| 1       | USA Stephen Moore      | 10.75   | 7.30    | 11.83   | 2.10    | 48.16   | 14.79   | 42.44   | 4.50    | 50.35   | 4:41.71 | 7809   |
| 2       | PUR Luiggy Llanos      | 11.02   | 7.47    | 14.62   | 1.86    | 50.27   | 14.29   | 43.93   | 4.50    | 59.78   | 5:11.24 | 7704   |
| 3       | CUB Yonelvis Águila    | 11.16   | 7.06    | 13.77   | 2.01    | 50.24   | 14.89   | 47.04   | 3.70    | 63.01   | 4:49.93 | 7593   |
| 4       | ARG Santiago Lorenzo   | 11.31   | 6.89    | 13.57   | 1.83    | 49.94   | 15.18   | 40.98   | 4.70    | 58.68   | 4:42.37 | 7467   |
| 5       | ARG Enrique Aguirre    | 11.06   | 7.00    | 13.51   | 1.98    | 50.20   | 15.17   | 39.93   | 4.20    | 52.12   | 4:49.47 | 7356   |
| —       | GUA Octavius Gillespie | 11.48   | 5.58    | 12.35   | 1.98    | —       | —       | —       | —       | —       | —       | DNF    |
| —       | USA Kip Janvrin        | 11.28   | 6.75    | 14.07   | —       | —       | —       | —       | —       | —       | —       | DNF    |